# Cane Hill Township
Cane Hill Township est l'un des trente-sept townships du comté de Washington, en Arkansas, aux États-Unis,. Il est fondé en 1829.

### Source de la traduction
- (en) Cet article est partiellement ou en totalité issu de l’article de Wikipédia en anglais intitulé « Cane Hill Township, Washington County, Arkansas » (voir la liste des auteurs).